# Österreichische Tagung der Amateurastronomen

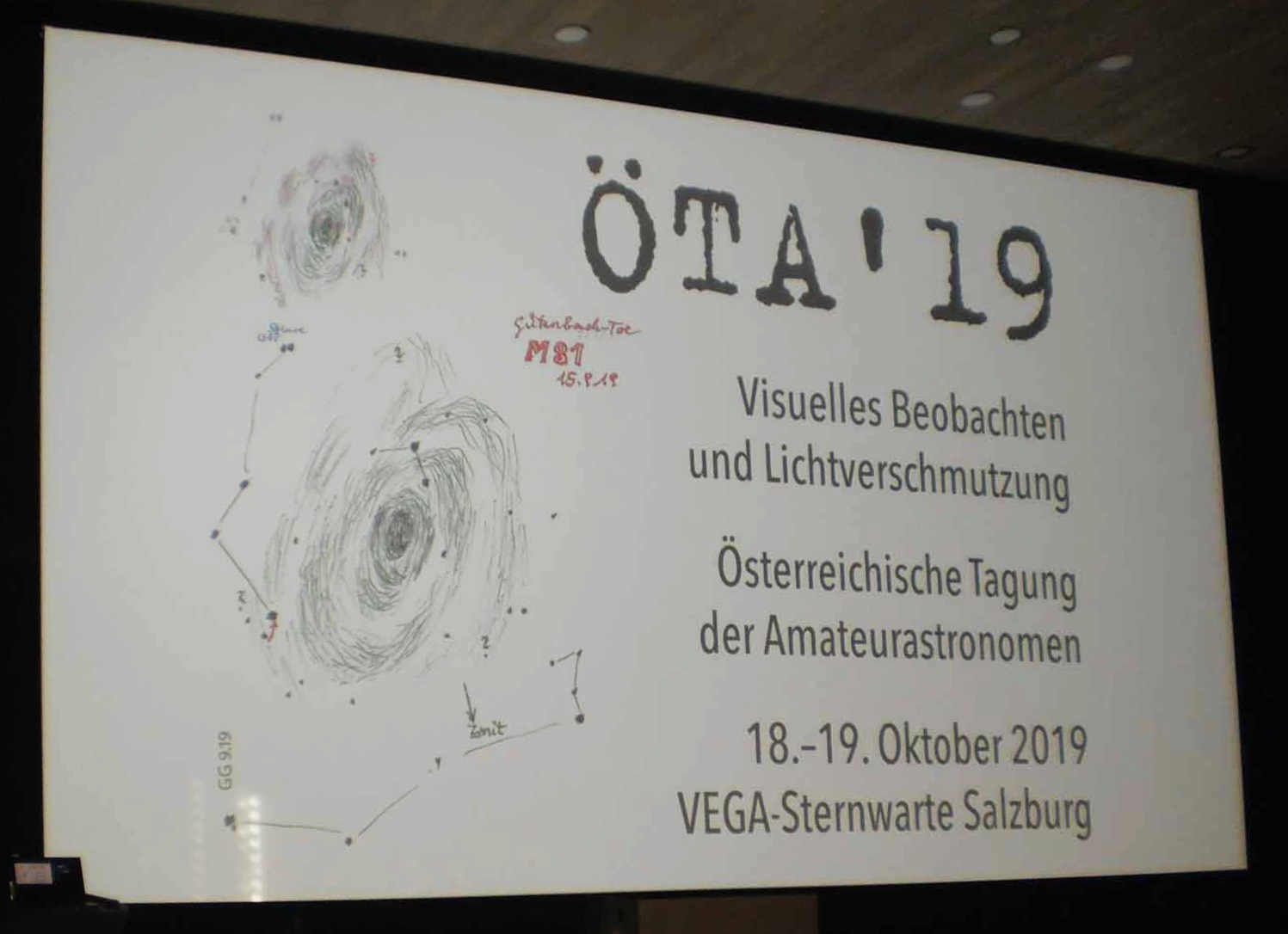
Eröffnung der ÖTA'19 in Salzburg

Die Österreichische Tagung der Amateurastronomen ist eine Serie von meist zweijährigen Tagungen, die von den 1970er-Jahren bis 2001 in verschiedenen Städten Österreichs stattfanden. Initiiert wurden sie von Hermann Mucke (Leiter des Wiener Planetariums und des Österreichischen Astronomischen Vereins) und der Linzer Astronomische Gemeinschaft (LAG). Die Tagungen führten Amateurastronomen aus etwa 20 Astrovereinen sowie dem benachbarten Ausland zusammen und behandelten deren aktuelle Vorhaben, Kooperationen und Beobachtungsmethoden.
Nach langer Pause wurde die Serie 2019 von Gottfried Gerstbach (Wien) und Helmut Windhager (Salzburg) unter der Bezeichnung ÖTA'19 wiederbelebt. Sie fand am 18. und 19. Oktober 2019 mit etwa 100 Teilnehmern an der Vega-Sternwarte Salzburg statt und hatte als Generalthemen die visuelle Beobachtung und die Lichtverschmutzung.
Als Ort der nächsten Tagung im Oktober 2021 war Linz und als Themenkreis „Der Himmel in Bewegung“ vorgesehen. Wegen des Corona-Lockdowns musste sie jedoch zwei Mal abgesagt werden. Nun findet sie als ÖTA'24 am 19. Oktober 2024 im Planetarium Wien statt, gemeinsam mit dem 100-Jahr-Jubiläum des Österreichischen Astronomischen Vereins.

## Liste der ÖTA-Tagungen
- 11.–13. Juni 1971 in Linz (LAG) als erste österreichweite Tagung von Amateurastronomen seit den 1930er Jahren
- zwischen 1972 und 1978 vier Tagungen in Wien und drei Landeshauptstädten
- 2.–4. Juni 1979 Tagung junger Sternfreunde in Linz
- Mai 1980 und 1982 zwei Tagungen (Näheres nicht mehr feststellbar)
- 21.–22. Mai 1983 in Waidhofen (Niederösterreich), Veranstalter Astronomischer Jugendclub Dingi Vindemiatrix
- 21.06.1984 in Graz (Veranstalter Birzele, Steinberg)
- September 1985 in Klagenfurt (lt. J.Stübler/ Linz bereits die 10. Amateurastronomentagung)
- sowie am 13.9.85 das erste Österreichische Teleskoptreffen auf der Gerlitzen (1900 m) bei Villach
- 5.–7. Juni 1987 in Linz, Veranstalter Linzer Astronomische Gemeinschaft (LAG)
- 2.–3. Juni 1989 in Linz (LAG)
- 8.–10. Juni 1990 in Klagenfurt
- 18-/19. Mai 1991 in Weyregg am Attersee (Oberösterreich) im GH Bramosen, Veranstalter Astronomischer Arbeitskreis Salzkammergut
- 1–3. Mai 1992 in Eisenstadt (Burgenland) an der Jeszenkovic-Landessternwarte
- 13.–16. Mai 1993 in Salzburg (bisher längste Tagung, Anreise bereits 12. Mai)
- 6.–8. Mai 1994 in Linz (Ursulinenhof, Veranstalter LAG)
- 2.–4. Juni 1995 in Wien an der Kuffnersternwarte
- 7.–8. Juni 1996 in Windisch-Minihof (Burgenland), Veranstalter Burgenländische Arbeitsgruppe (BAA)
- 10.10.1998 in Linz (Veranstalter LAG, Herbert Raab)
- 23.–25.9. 2005 Salzburg (FAS2005-Forum Astronomie)
- längere Pause (2007 musste ein Astroverein absagen)
- 18.–19. Oktober 2019 in Salzburg, Veranstalter G.Gerstbach Österreichischer Astroverein (ÖAV) und H.Windhager (Vega-Sternwarte Salzburg)
- (Oktober 2020 bzw. 2021 geplant in Linz, abgesagt wegen Corona-Lockdowns)
- 19. Oktober 2024 im Wiener Planetarium im Rahmen des 100-Jahr-Jubiläums des ÖAV

### Weitere Amateurtagungen in Österreich (Auswahl)
- Herbst 1993 erster astronomischer CCD-Workshop in Mariazell
- 15.–17. April 1994 erster Astro(foto)workshop der Sternwarte Gahberg (Oberösterreich)
- ab ca. 2000 einige Tagungen des Forums Astronomie
- seit ca. 2005 jährliche Workshops des Astronomischen Arbeitskreises Salzkammergut (AAS), meist in Weyregg am Attersee
- sowie in Salzburg oder Linz (?) zweijährliche CEDIC-Tagungen für spezielle Methoden der Astrofotografie